# Герб Мезени
Герб города Мезе́ни Архангельской области Российской Федерации.
Мезень с 2006 года является административным центром Мезенского городского поселения (МО «Мезенское») муниципального образования «Мезе́нский муниципальный район».

## Описание и история герба
Герб Мезени был Высочайше утверждён 2 октября 1780 года императрицей Екатериной II вместе с другими гербами городов Вологодского наместничества (ПСЗ, 1780, Закон № 15069).
Описание герба Мезени гласило:

«Красная лисица въ серебряномъ полѣ. Въ знакъ того, что жители сего города и его уѣзда сими звѣрями и производят торгъ. В верхней части щита — Герб Вологды: «В красномъ полѣ  щита видна выходящая из облака рука, держащая золотую державу с серебрянымъ мечемъ».

С 1784 года Мезень находилась в Архангельском наместничестве, с 1796 года по 1929 год — в Архангельской губернии. Как предполагают историки верхняя часть щита гербов городов Вологодского наместничества, с 1784 года перешедших в подчинение Архангельского наместничества, поменялась на герб Архангельска. Однако официального подтверждения тому нет.

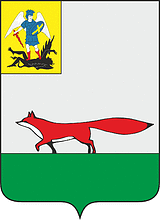
Герб Мезенского района 2009 года

В 1859 году, в период геральдической реформы Кёне, был разработан проект нового герба Мезени: «В серебряном щите червлёная идущая лисица с золотыми глазами и языком. В вольной части герб Архангельской губернии. Щит положен на золотые лежащие накрест молотки, соединённые Александровской лентой» (официально не утверждён).

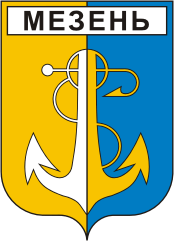
Эмблема (1980-е)

К 200-летию Мезени в 1980 году был выпущен сувенирный значок с геральдической эмблемой города, на которой было изображено: в рассечённом золотом и лазурью щите — якорь и рыболовный крючок. Голубое поле символизировало моря и добычу морского зверя, якорь олицетворял морской и речной порт Мезень, рыболовный крючок символизировал рыбный промысел, а золотое поле — пакет пиломатериалов, которые были главной экспортной продукцией Мезенского района. Эмблема официального статуса герба не имела. 
28 июня 2001 года Собрание депутатов муниципального образования «Мезенский район» приняло решение о гербе муниципального образования: "герб города Мезени, утверждённый Указом Императрицы Екатерины II 2/13 октября 1781 года, считать гербом г. Мезени и муниципального образования «Мезенский район» (герб Мезени фактически утверждён в 1780 году).

В 2006 году Мезень стала административным центром Мезенского городского поселения (МО «Мезенское»). Решение о принятии герба для городского поселения и об утверждении исторического герба в качестве официального символа города Мезени городскими властями не принималось.
20 декабря 2007 года был видоизменён герб Мезенского района— из герба была удалена верхняя часть — Архангел Михаил поражающий поверженного дьявола, а лисица заняла всё серебряное поле герба. 24 сентября 2009 года данное решение утратило силу. В вольной части герба Мезенского района вновь появился Архангел Михаил — главная фигура гербов Архангельска и Архангельской области, а изображение лисицы и направление её движения было взято из проекта герба 1859 года, с добавлением зелёной оконечности из герба 1780 года.